# Supersonic Acrobatic Rocket-Powered Battle-Cars
Supersonic Acrobatic Rocket-Powered Battle-Cars (abrégé SARP Battle-Cars) est un jeu vidéo mêlant football et course automobile et de sport développé et édité par Psyonix, sorti en 2008 sur PlayStation 3.
Il a pour suite Rocket League.

## Système de jeu
Supersonic Acrobatic Rocket-Powered Battle-Cars est un mélange de jeu de voiture et de jeu de football. Par équipe ou en solo, le joueur contrôle un véhicule et peut ainsi frapper dans un ballon, avec pour objectif de marquer dans le but adverse. Le joueur possède notamment un boost permettant d'accélérer ou de voler dans les airs de façon temporaire, de sauts pour réceptionner ou frapper la balle lorsqu'elle est en l'air et de tonneaux à l'avant, à l'arrière et sur les côtés afin de tirer.
| Battle-Cars                                               |
| --------------------------------------------------------- |
| Octane Marauder Zippy Renegade Aftershock Backfire Scarab |

## Suite
En mars 2011, Psyonix a confirmé qu'une suite était en développement mais qu'elle était loin d'être achevée en raison des difficultés rencontrées pour la présenter aux éditeurs ou pour obtenir les financements nécessaires à l'autoédition. En septembre 2013, Psyonix a annoncé plus de détails, indiquant qu'une version alpha gratuite serait disponible pour des tests et des améliorations sur PC, avant d'être adaptée pour les consoles. Rocket League est gratuit depuis le 23 septembre 2020 et est disponible sur Playstation 4 et Playstation 5, Xbox One et Xbox Series, PC et Nintendo Switch. Rocket League a été lancé pour la PlayStation 4 et Microsoft Windows le 7 juillet 2015, et pour d'autres plateformes à des dates ultérieures.

## Accueil
- Gamekult : 6/10[1]
- GameSpot : 6,0/10[2]
- IGN : 6,5/10[3]
- Jeuxvideo.com : 15/20[4]